# Hipsodonte
Em zoologia, chamam-se hipsodontes aos mamíferos que têm dentes molares com grande desenvolvimento da coroa, como o cavalo e o rato – neste e outros roedores, estes dentes têm crescimento contínuo.
A coroa pode ainda apresentar cristas de esmalte adicionais entre as cúspides, chamadas lofos, nos animais chamados lofodontes ou selenodontes.
Esta característica é uma aquisição evolutiva que permite a estes animais fundamentalmente herbívoros maior capacidade de desfazer fibras duras dos vegetais. Os animais omnívoros, por outro lado, têm dentes menos desenvolvidos e são chamados braquidontes.
Como os dentes são estruturas que se conservam facilmente, as suas características são muito importantes para identificar fósseis, em paleontologia e arqueologia. Os diferentes tipos de dentes dão igualmente informação sobre a filogenia das espécies.